# Japan Amusement Machinery Manufacturers Association
Cet article concerne l'association. Pour Jamma, la norme de connexion, voir JAMMA. Pour son successeur, voir JVS.
Japan Amusement Machinery Manufacturers Association (社団法人日本アミューズメントマシン工業協会, Shadanhōjin Nihon Amusement Machine Kōgyōkyōkai), plus simplement appelé par l'acronyme JAMMA, est un regroupement d'entreprises japonaises dans une association à but lucratif, exerçant dans le secteur du jeu vidéo d'arcade et fondé au début de l'année 1980. Ce regroupement est transformé en entreprise à la fin des années 1980,,.

## Description
L'association a principalement été créée dans le but de standardiser les cartes des bornes d'arcade (PCB), à une époque où le Japon dominait ce secteur d'activité. Elle est fondée en janvier 1981 en tant qu'association, puis transformée en entreprise à part entière à partir de 1989. Elle est également appelée JAMMA.
L'activité principale de Japan Amusement Machinery Manufacturers Association est de décider et de mettre en place des critères sur les normes de connexion des jeux d'arcade (borne et système d'arcade), la lutte conte la copie et le piratage du jeu vidéo en coopération avec des organismes gouvernementaux et des organisations étrangères, l'organisation de l'AM Show, un grand salon international du jeu vidéo et des loisirs interactifs qui se déroule au Japon.
La norme de connexion qui a pris le nom de JAMMA, créée en 1981 par l'association, est devenue le standard de branchement des jeux d'arcade durant l'âge d'or des jeux d'arcade. Cette standardisation a permis aux sociétés nippones d'inonder la planète de leurs produits et ainsi de prospérer, le JAMMA devenant LA norme de l'époque.
L'entreprise a mis une nouvelle norme sur le marché en 1996, le JVS, plus moderne que le JAMMA, pour tenter de le remplacer.

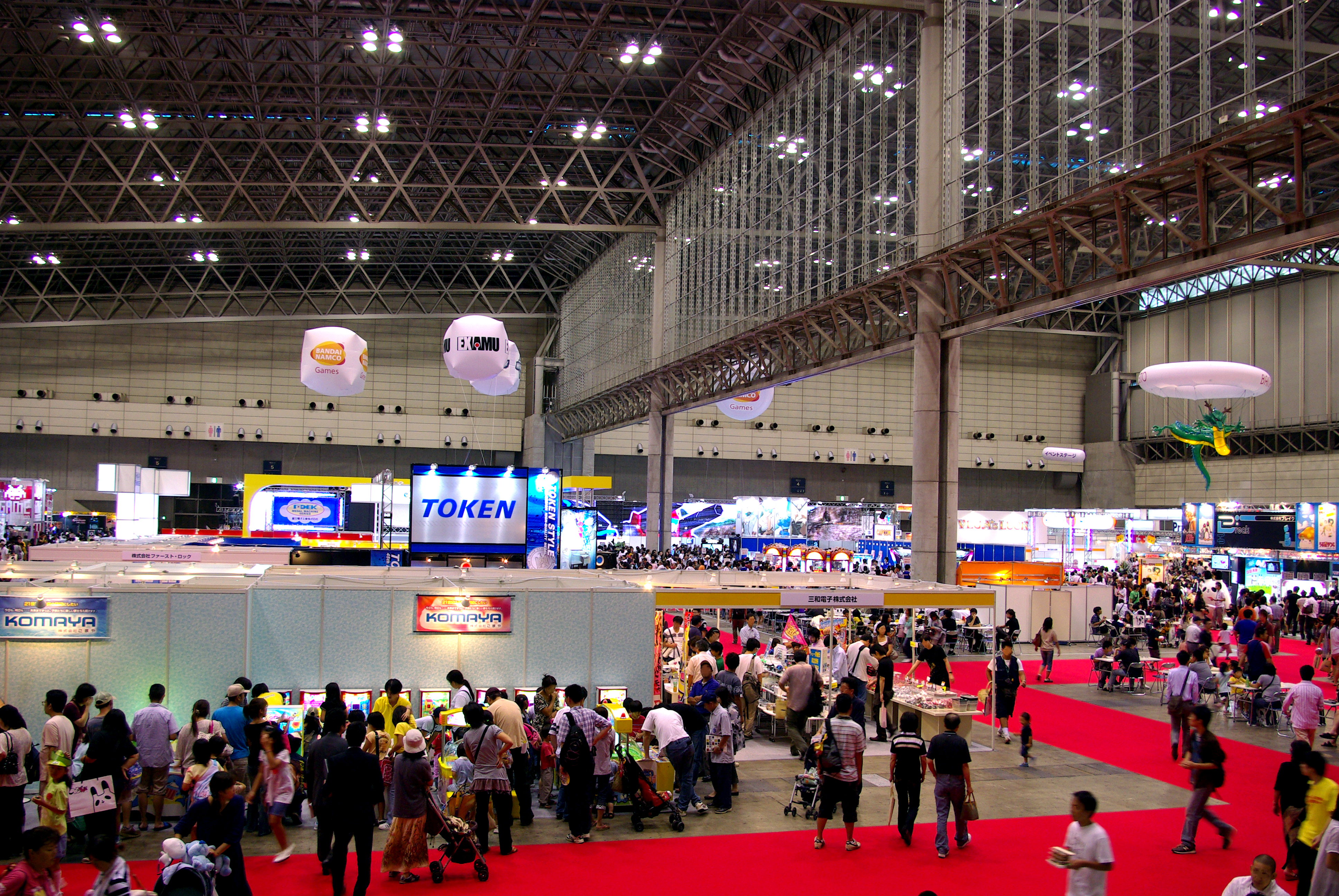
Photo du hall de l'AM Show 2008 (salon organisé par Japan Amusement Machinery Manufacturers Association

## Les entreprises du groupement
Japan Amusement Machinery Manufacturers Association rassemblent les plus grands noms du jeu vidéo d'arcade
| - ABC CO.,LTD. - ABLE CORPORATION - ARUZE CORP. - ATLUS CO.,LTD. - AUGUS CO.,LTD. - BALLY SERVICE CO.,LTD. - BANPRESTO CO.,LTD. - CAPCOM CO.,LTD. - CAVIA INC. - EIGHTING CO.,LTD. - EIKOH CO.,LTD. - GIFU TOKKI CO.,LTD. - Hikarishinsei Corporation - HOPE CO.,LTD. - IREM SOFTWAREENGINEERING INC. - KATO MANUFACTURING CO.,LTD. - KNT CO.,LTD. - KOMAYA CO.,LTD. - KONAMI CO.,LTD. - MAMA TOP CO.,LTD. - Marvelous Entertainment Inc. - NAMCO, LIMITED - NANKI TRADING Ltd. - NIHON UNICA CORPORATION - NIPPO LTD. - OHIRA GIKEN INDUSTRY CO.,LTD. - OMRON ENTERTAINMENT CO.,LTD. - RIVER SERVIC Co.,LTD. - Sammy Corporation - SCRATCH CO.,LTD. - SEGA, LTD. - Sega Logistics Service CO.,LTD. - Senyo Kogyo Co.,Ltd - SOSHO CO.,LTD. - SYSTEM SERVICE CO.,LTD. - TAITO CORPORATION - TATSUMI ELECTRONICS CO.,LTD. - Techno-Top，Limited - TECMO, LTD. - U-ME FRONTIER CORPORATION - VISCO CORPORATION - X-nauts Co., Ltd. - YUBIS CO., LTD. - YUEI CO.,LTD. |  | - AMUSEMENT INDUSTRY PUBLISHING CORP. - Asahi seico Co.,Ltd. - BLOOM CO., LTD - DAICHO INC. - FIRST LOCK CO., LTD - Fuji Electric Retail System Co., Ltd - Fujiya Co.,Ltd. - FUKUYA CO.,LTD. - Iida Electrical Industry Inc. - KAGA ELECTRONICS CO.,LTD. - NIPPON CONLUX CO.,LTD. - NTT-ME TOKYO CORPORATION - SANWA DENSHI Co., Ltd. - SEIMITU CO.,LTD. - SK JAPAN CO., LTD. - SOGO UNICOM CO.,LTD. - TC WORKS CO.,LTD. - TOEI ELECTORONICS CO.,LTD - TOKEN CORPORATION - Topsangyo co,.ltd. |